# Bambusspechte
Die Bambusspechte (Gecinulus) sind eine Gattung der Vögel aus der Familie der Spechte (Picidae). Die Gattung umfasst nur zwei Arten, die klein und insgesamt recht düster gefärbt sind und jeweils Teile Südostasiens bewohnen. Beide Arten sind eng an Wald gebunden, wo sie sich meist in Bambusbeständen aufhalten. Die Nahrung besteht, soweit bekannt, vor allem aus Ameisen, Käferlarven und anderen Insekten.
Beide Arten werden von der IUCN als ungefährdet („least concern“) eingestuft.

## Beschreibung
Die beiden Arten sind kleine, etwas über buntspechtgroße Spechte mit einer kleinen Haube, einem weichen und breiten Schwanz und einem kurzen, am First leicht gebogenen, meißelförmig zugespitzten und an der Basis breiten Schnabel. Die Nasenlöcher sind befiedert. Beide Arten haben nur drei etwa gleich lange Zehen. Diese Spechte sind insgesamt recht düster gefärbt, wobei Grüntöne dominieren, der Schnabel ist gelblich. Die Arten zeigen hinsichtlich der Färbung einen geringen bis deutlichen Geschlechtsdimorphismus; Männchen haben auf dem Oberkopf rote Partien, die den Weibchen fehlen.

## Systematik
Die Gattung umfasst zwei Arten:
- Blassscheitel-Bambusspecht (Gecinulus grantia (Horsfield, 1840))
- Rotscheitel-Bambusspecht (Gecinulus viridis Blyth, 1862)

Nach einer molekulargenetischen Untersuchung unter Einbeziehung einer der beiden Arten (G. grantia), bildet die Gattung Dinopium das Schwestertaxon der Gattung Gecinulus.